# Eugénate

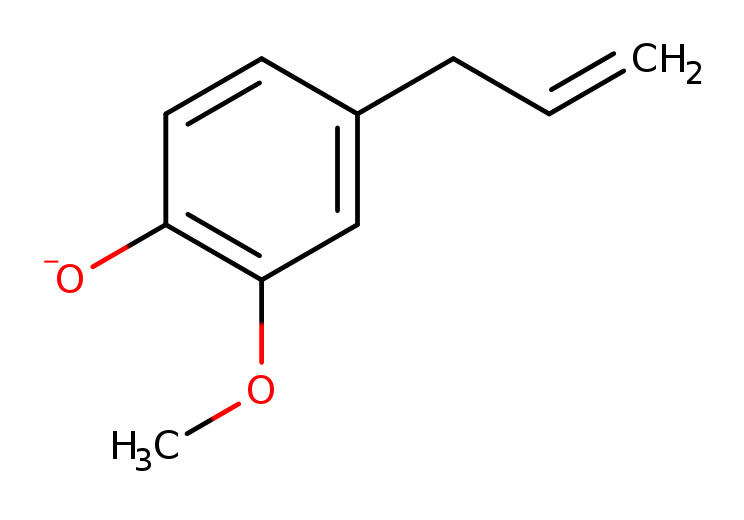
2-methoxy-4-(prop-2-en-1-yl)benzen-1-olate

L'eugénate est un ciment dentaire composé essentiellement d'eugénol et d'oxyde de zinc. Il est cependant fréquemment associé à d'autres matériaux, comme la gutta-percha ou l'hydrocortisone pour éviter l'inflammation des tubuli dentinaires.
Ce ciment dentaire, employé par la majorité des dentistes, peut être utilisé pour sceller des couronnes, ou pour éviter l'infection des tubuli dentinaires.